# Serieåret 1926

## Händelser

### Okänt datum
- Serien Spara och Slösa debuterar i svenska Lyckoslanten.

## Pristagare
- Pulitzerpriset för "Editorial Cartooning": D. R. Fitzpatrick, St. Louis Post-Dispatch, för "The Laws of Moses and the Laws of Today"

## Födda
- 11 januari - Guglielmo Letteri (död 2006), italiensk serietecknare.
- 17 januari - Oscar González Guerrero, mexikansk serietecknare.
- 18 februari - Joe Maneely (död 1958), amerikansk serietecknare.
- 15 mars - Bob Haney (död 2004), amerikansk seriemanusförfattare.
- 6 april - Gil Kane (död 2000), amerikansk serieskapare.
- 25 april - Johnny Craig (död 2001), amerikansk serietecknare.
- 30 april - William Overgard (död 1990), amerikansk serietecknare och författare.
- 11 maj:
  - Nils Egerbrandt (död 2005), svensk serietecknare.
  - Paul Gillon, fransk serieskapare.
- 13 maj - Norman Maurer (död 1986), amerikansk serietecknare.
- 31 maj - Staffan Lindén (död 2000), svensk skämttecknare, bokillustratör, författare, lärare.
- 14 augusti - René Goscinny (död 1977), fransk serietecknare och manusförfattare.
- 18 augusti - Larry Alcala (död 2002), filippinsk serietecknare.
- 1 september - Gene Colan, amerikansk serietecknare.
- 18 september - Joe Kubert, amerikansk serieskapare.
- 30 september - Eric Stanton (död 1999), amerikansk serieskapare.
- 8 oktober - Lars Jansson (död 2000), finlandssvensk tecknare och författare.
- 16 oktober - Joe Sinnott, amerikansk serietecknare.
- 29 september - Russ Heath, amerikansk serietecknare.
- 15 november - François Craenhals (död 2004), belgisk serieskapare
- Jack Mendelsohn (död 2017), amerikansk serieskapare och animatör.
- Joe Colquhoun (död 1987), brittisk serietecknare.